# Ora Namir
Ora Namir (hebrejsky: אורה נמיר) (1. září 1930, Chadera – 7. července 2019, Tel Aviv) byla izraelská politička a poslankyně Knesetu za stranu Ma'arach a Izraelskou stranu práce.

## Biografie
Narodila se 1. září 1930 v Chadeře. V roce 1936 se s rodiči přestěhovala do vesnice Chogla, kde získala základní vzdělání. Sloužila jako důstojnice v izraelské armádě během války za nezávislost. Vystudovala semináře Lewinsky a Giv'at ha-Šloša a klasická studia a literaturu na Hunter College v New Yorku. Pracovala jako vysoká úřednice. Hovoří hebrejsky a anglicky.

## Politická dráha
Již po volbách do Knesetu roku 1951 pracovala jako sekretářka koaličních stran v Knesetu. Byla tajemnicí izraelské delegace u OSN a generální tajemnicí organizace Na'amat v Tel Avivu v letech 1967–1979. V letech 1975–1978 předsedala výboru předsedy vlády pro status žen. Byla členkou vedení Strany práce.
V izraelském parlamentu se objevila poprvé po volbách v roce 1973, v nichž kandidovala za střechovou kandidátní listinu Ma'arach, do níž se tehdy sdružila i Strana práce. Zasedala ve výboru pro vzdělávání a kulturu a výboru pro veřejné služby. Mandát obhájila ve volbách v roce 1977. Nastoupila coby členka do výboru pro vzdělávání a kulturu (tomu i předsedala) a výboru státní kontroly. Předsedala také podvýboru pro uzavření porodnice v Tel Avivu a podvýboru pro odchody z center denní péče. Byla rovněž předsedkyní společného výboru pro kriminalitu mladistvých. Opětovně byla zvolena ve volbách v roce 1981. Stala se členkou výboru pro státní kontrolu. Předsedala výboru pro vzdělávání a kulturu a podvýboru pro sport. Zvolení se dočkala i ve volbách v roce 1984. Zastávala pak funkci člena výboru pro státní kontrolu a předsedala výboru práce a sociálních věcí. Mandát si udržela i ve volbách v roce 1988, stále stejně jako v předchozích volbách za kandidátní listinu Ma'arach. Předsedala výboru práce a sociálních věcí.
Zvolena byla také ve volbách v roce 1992, nyní již za samostatně kandidující Stranu práce. V následujícím volebním období pak zastávala vládní posty. V roce 1992 to byla funkce Ministryně životního prostředí Izraele, od konce roku 1992 do roku 1996 pak Ministryně práce a sociálních věcí Izraele. V květnu 1996, jen pár dnů před volbami, rezignovala na křeslo poslankyně. Na její místo pak usedl Cvi Nir.
Po odchodu z parlamentní politiky v letech 1996–2000 zastávala post izraelské velvyslankyně v Číně a Mongolsku.